# Chartres
Chartres es una ciudad y comuna francesa situada a unos 90 kilómetros al suroeste de París, a orillas del río Eure. Con una población de alrededor de cuarenta mil habitantes, es la capital del departamento de Eure y Loir, en la región de Centro-Valle de Loira.
La ciudad es principalmente conocida por su iglesia catedral, templo importante tanto desde el punto de vista religioso como artístico. La denominada catedral de la Asunción de Nuestra Señora debe su advocación a que alberga como reliquia lo que según la tradición es el velo que la Virgen llevaba durante la Anunciación. Esto ha hecho de Chartres un tradicional lugar de peregrinación, especialmente con ocasión del Domingo de Ramos y en Pentecostés. La catedral ocupa, además, un lugar destacado en la historia del arte, y en particular en la historia del arte gótico, estilo predominante en su factura.

## Historia

### Edad Antigua
La ciudad fue conocida en diferentes momentos de su historia con los topónimos de Carnutes, Autricum y civitas Carnutum. En la antigua Galia, Chartres fue una de las principales ciudades de la tribu celta de los carnutes. En el periodo galorromano, se llamó Autricum, nombre derivado de Autura (el río Eure, en cuya orilla se asienta la ciudad), y después civitas Carnutum. 

### Edad Media

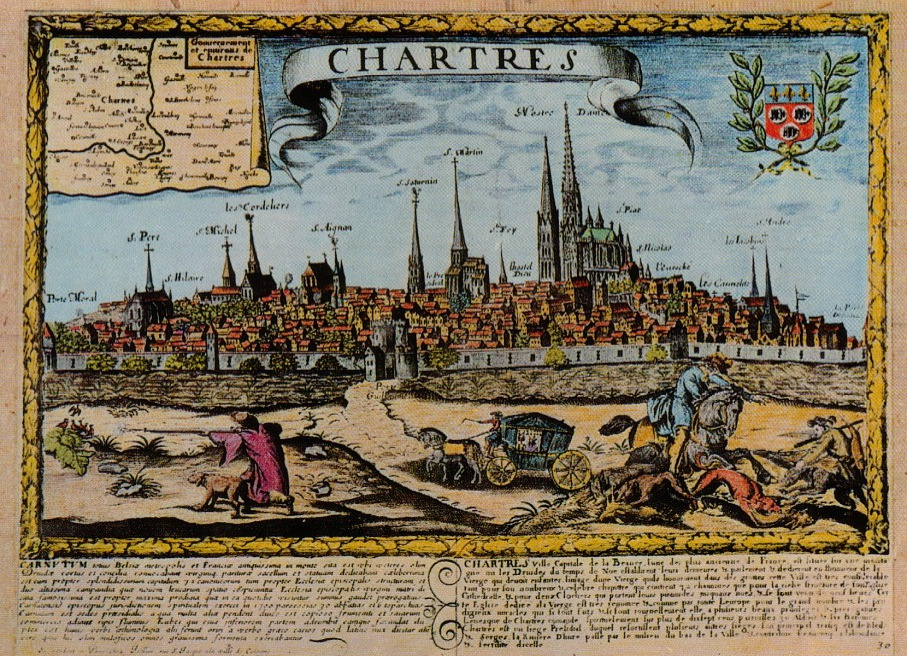
Grabado de Chartres en el

Chartres fue incendiada por los normandos en el año 858 d. C., que la sitiaron sin éxito en 911. Pasó a pertenecer a la Corona francesa en 1286. En 1417, durante la Guerra de los Cien Años (1337-1453), Chartres cayó en manos de los ingleses, y fue recuperada en 1432. 

### Edad Moderna
En 1568, durante las guerras de religión de Francia (1562-1598), Chartres fue sitiada sin éxito por los hugonotes, los protestantes franceses seguidores de Juan Calvino, encabezados por el príncipe de Condé. Finalmente fue liberada el 19 de abril de 1591 por las tropas reales de Enrique IV. Este rey fue el único en ser coronado en la catedral de Chartres (el 27 de febrero de 1594) en lugar de en la catedral de Reims cuando se alzó con el trono de Francia  tras su conversión a la fe católica. 

### Edad Contemporánea
En Chartres también hay un marco de piedra coronado por el busto de mármol de Louis Pasteur, un alto relieve de bronce que reúne a un grupo de ocho personas y describe una de las principales experiencias de Pasteur en 1878 en Saint-Germain-la-Gâtine cerca del pueblo de Poisvilliers.
En el contexto de la Segunda Guerra Mundial (1939-1945), la ciudad fue bombardeada en agosto de 1944 y sufrió grandes daños. Su catedral se salvó gracias a un oficial del ejército estadounidense que cuestionó la orden de destruirla. El 16 de agosto de dicho año, el coronel Welborn Barton Griffith puso en duda la necesidad de derribar la catedral y se prestó voluntario para averiguar si los alemanes la estaban utilizando como puesto de observación. Acompañado de su chófer, Griffith se dirigió a la catedral, y tras registrarla hasta el campanario, confirmó al cuartel general que estaba libre de alemanes, consiguiendo que se revocara la orden de destruirla. El coronel Griffith resultó muerto en combate ese mismo día en la pequeña localidad de Lèves, a 3,5 km al norte de Chartres. Por sus heroicas acciones en ambos emplazamientos fue condecorado póstumamente por los gobiernos de Estados Unidos y Francia. Chartres fue liberada el 18 de agosto de 1944 por las tropas del general Patton.

## Clima
| Parámetros climáticos promedio de Chartres (normales 1981–2010) | Parámetros climáticos promedio de Chartres (normales 1981–2010) | Parámetros climáticos promedio de Chartres (normales 1981–2010) | Parámetros climáticos promedio de Chartres (normales 1981–2010) | Parámetros climáticos promedio de Chartres (normales 1981–2010) | Parámetros climáticos promedio de Chartres (normales 1981–2010) | Parámetros climáticos promedio de Chartres (normales 1981–2010) | Parámetros climáticos promedio de Chartres (normales 1981–2010) | Parámetros climáticos promedio de Chartres (normales 1981–2010) | Parámetros climáticos promedio de Chartres (normales 1981–2010) | Parámetros climáticos promedio de Chartres (normales 1981–2010) | Parámetros climáticos promedio de Chartres (normales 1981–2010) | Parámetros climáticos promedio de Chartres (normales 1981–2010) | Parámetros climáticos promedio de Chartres (normales 1981–2010) |
| Mes                                                             | Ene.                                                            | Feb.                                                            | Mar.                                                            | Abr.                                                            | May.                                                            | Jun.                                                            | Jul.                                                            | Ago.                                                            | Sep.                                                            | Oct.                                                            | Nov.                                                            | Dic.                                                            | Anual                                                           |
| --------------------------------------------------------------- | --------------------------------------------------------------- | --------------------------------------------------------------- | --------------------------------------------------------------- | --------------------------------------------------------------- | --------------------------------------------------------------- | --------------------------------------------------------------- | --------------------------------------------------------------- | --------------------------------------------------------------- | --------------------------------------------------------------- | --------------------------------------------------------------- | --------------------------------------------------------------- | --------------------------------------------------------------- | --------------------------------------------------------------- |
| Temp. máx. abs. (°C)                                            | 16.1                                                            | 20.5                                                            | 24.8                                                            | 28.2                                                            | 31.4                                                            | 37.2                                                            | 41.4                                                            | 39.6                                                            | 34.3                                                            | 29.4                                                            | 20.9                                                            | 17.0                                                            | 41.4                                                            |
| Temp. máx. media (°C)                                           | 6.4                                                             | 7.6                                                             | 11.5                                                            | 14.7                                                            | 18.4                                                            | 21.8                                                            | 24.6                                                            | 24.6                                                            | 20.9                                                            | 15.9                                                            | 10.2                                                            | 6.7                                                             | 15.3                                                            |
| Temp. mín. media (°C)                                           | 1.2                                                             | 1.0                                                             | 3.2                                                             | 4.8                                                             | 8.3                                                             | 11.2                                                            | 13.2                                                            | 13.1                                                            | 10.4                                                            | 7.8                                                             | 4.1                                                             | 1.8                                                             | 6.7                                                             |
| Temp. mín. abs. (°C)                                            | -18.4                                                           | -15.0                                                           | -11.0                                                           | -4.9                                                            | -1.0                                                            | 1.4                                                             | 0.9                                                             | 3.0                                                             | 0.5                                                             | -5.4                                                            | -11.3                                                           | -14.2                                                           | -18.4                                                           |
| Precipitación total (mm)                                        | 49.2                                                            | 40.2                                                            | 44.4                                                            | 45.0                                                            | 54.7                                                            | 48.2                                                            | 56.5                                                            | 43.0                                                            | 46.9                                                            | 62.3                                                            | 52.2                                                            | 56.3                                                            | 598.9                                                           |
| Días de precipitaciones (≥ 1 mm)                                | 10.4                                                            | 9.1                                                             | 9.7                                                             | 9.0                                                             | 9.9                                                             | 8.0                                                             | 7.7                                                             | 6.5                                                             | 7.7                                                             | 10.0                                                            | 10.4                                                            | 10.8                                                            | 109.1                                                           |
| Horas de sol                                                    | 65.7                                                            | 83.7                                                            | 135.8                                                           | 176.1                                                           | 202.9                                                           | 222.6                                                           | 224.5                                                           | 219.6                                                           | 177.8                                                           | 119.2                                                           | 71.9                                                            | 58.2                                                            | 1758.0                                                          |
| Humedad relativa (%)                                            | 89                                                              | 85                                                              | 80                                                              | 75                                                              | 77                                                              | 76                                                              | 74                                                              | 75                                                              | 79                                                              | 86                                                              | 89                                                              | 90                                                              | 81.3                                                            |
| Fuente n.º 1: Météo France                                      |                                                                 |                                                                 |                                                                 |                                                                 |                                                                 |                                                                 |                                                                 |                                                                 |                                                                 |                                                                 |                                                                 |                                                                 |                                                                 |
| Fuente n.º 2: Infoclimat.fr (humedad 1961–1990)                 |                                                                 |                                                                 |                                                                 |                                                                 |                                                                 |                                                                 |                                                                 |                                                                 |                                                                 |                                                                 |                                                                 |                                                                 |                                                                 |

## Demografía
| 15 000 | 13 794 | 13 809 | 13 714 | 16 383 | 14 750 | 17 353 | 18 234 | 18 925 | 19 531 | 19 442 | 19 580 | 20 468 | 21 080 | 21 903 | 23 108 | 23 182 | 23 431 | 23 219 | 24 103 | 23 349 | 24 630 | 25 357 | 27 077 | 26 422 | 28 750 | 31 495 | 34 469 | 38 928 | 37 119 | 39 595 | 40 361 | 39 767 | 39 159 |
| Para los censos de 1962 a 1999 la población legal corresponde a la población sin duplicidades (Fuente: INSEE [Consultar]) |        |        |        |        |        |        |        |        |        |        |        |        |        |        |        |        |        |        |        |        |        |        |        |        |        |        |        |        |        |        |        |        |        |

## Patrimonio

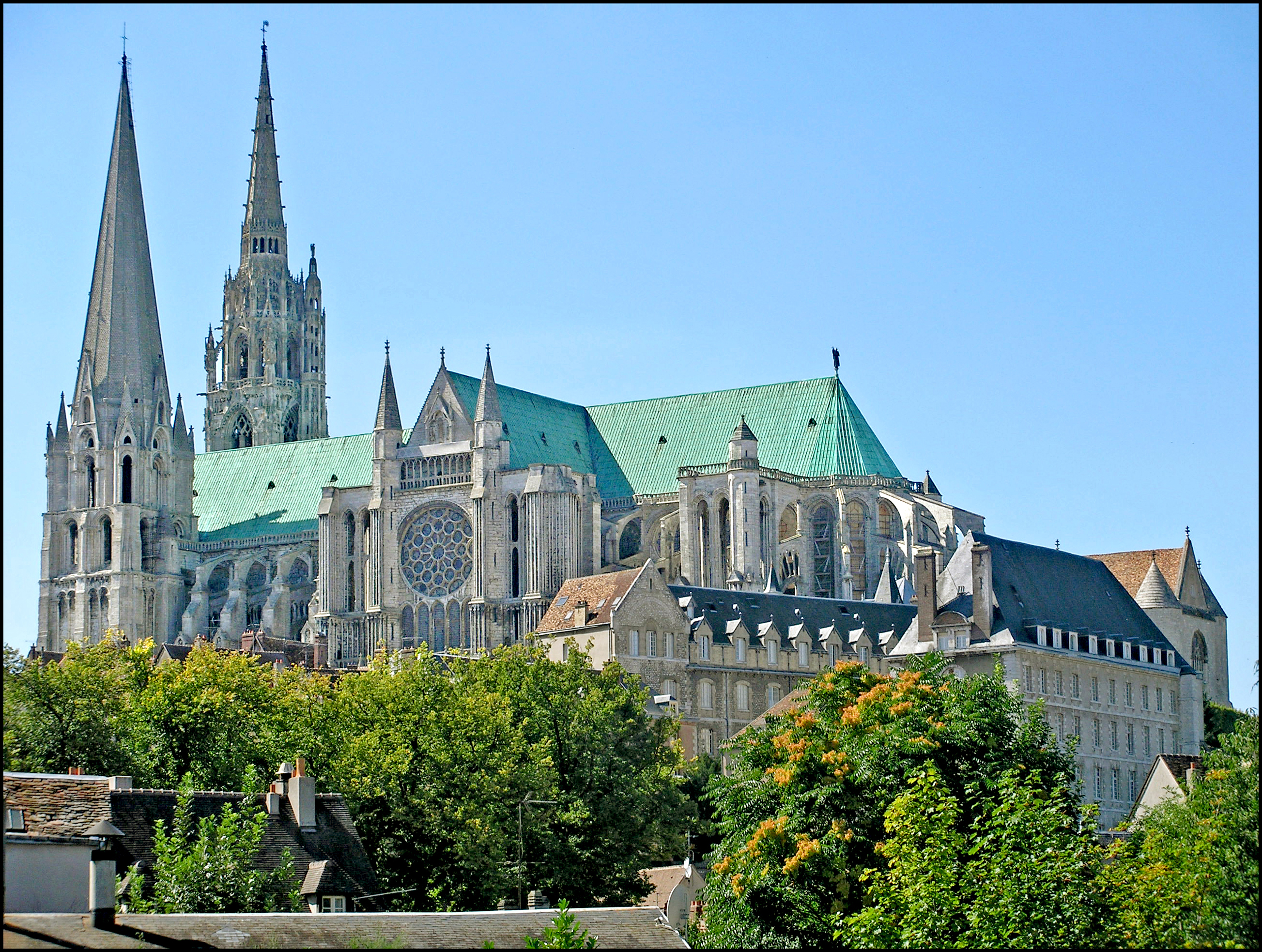
Catedral de la Asunción de Nuestra Señora.

El casco antiguo de Chartres se compone de dos partes: la parte alta, alrededor de la catedral, y la baja, en las orillas del Eure y sus ramales. La suma de ambas constituye un importante conjunto de edificios medievales y renacentistas. La plaza de la Poissonnerie es un ejemplo arquitectónico característico. Populoso lugar de venta de pescado desde el siglo XV hasta mediados del XX, esta plaza estaba rodeada de edificios con fachadas de entramado de madera, que fueron demolidos entre 1870 y 1960.

### La catedral de Chartres

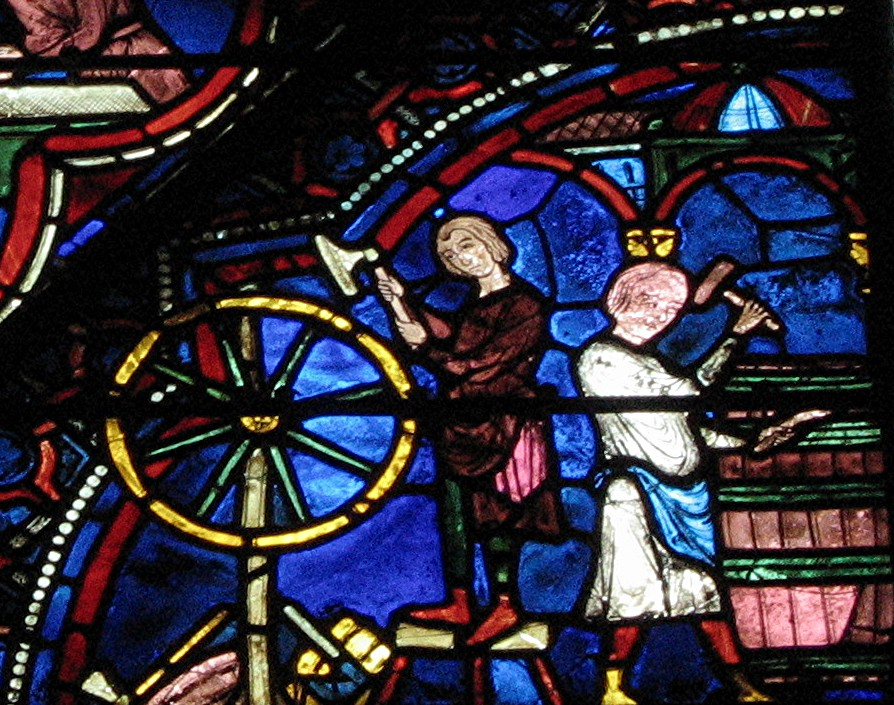
Fragmento de un vitral en el que se aprecia el famoso blue de Chartres

En el punto más elevado de la ciudad se encuentra la catedral de la Asunción de Nuestra Señora (siglos XII y XIII), joya del gótico francés y del arte mundial, famosa por la unidad del conjunto arquitectónico, sus torres, fachadas y esculturas. Fue declarada Patrimonio de la Humanidad por la Unesco en 1979, en reconocimiento de su condición como «el monumento por excelencia del arte gótico francés», «una obra maestra excepcionalmente bien conservada» en la que destacan «su vasta nave del más puro estilo ojival» y «su reluciente adorno de vitrales de los siglos XII y XIII», además de «sus pórticos decorados con admirables esculturas de mediados del siglo XII», siendo estos últimos —el llamado Pórtico Real— lo único que queda de la catedral románica anterior al incendio de 1194. Con este reconocimiento, la catedral de Chartres se convertía en la primera catedral gótica francesa en recibir tal distinción, seguida más tarde por Amiens (1981), Estrasburgo (1988), París y Reims (1991), Bourges (1992), y otras como Burdeos y Bayona incluidas en los caminos de Santiago en Francia (1998).
Su conjunto de vidrieras del siglo XIII está considerado el más completo y mejor conservado del mundo.[cita requerida] El edificio gótico fue construido en el lugar de una anterior catedral de estilo románico, destruida por un incendio en 1194, que a su vez había sido edificada sobre las ruinas de un antiguo templo celta y otro romano. Los vitrales de la catedral de Chartres fueron financiados por guildas de comerciantes y artesanos, así como por nobles, cuyos nombres aparecen al pie de los mismos. No se conoce el proceso de fabricación del famoso color azul de los vitrales, el llamado bleu de Chartres, y hasta hoy ha sido imposible reproducirlo. Según el historiador francés Michel Pastoureau, este tono también puede llamarse bleu de Saint-Denis.

### Otros elementos patrimoniales

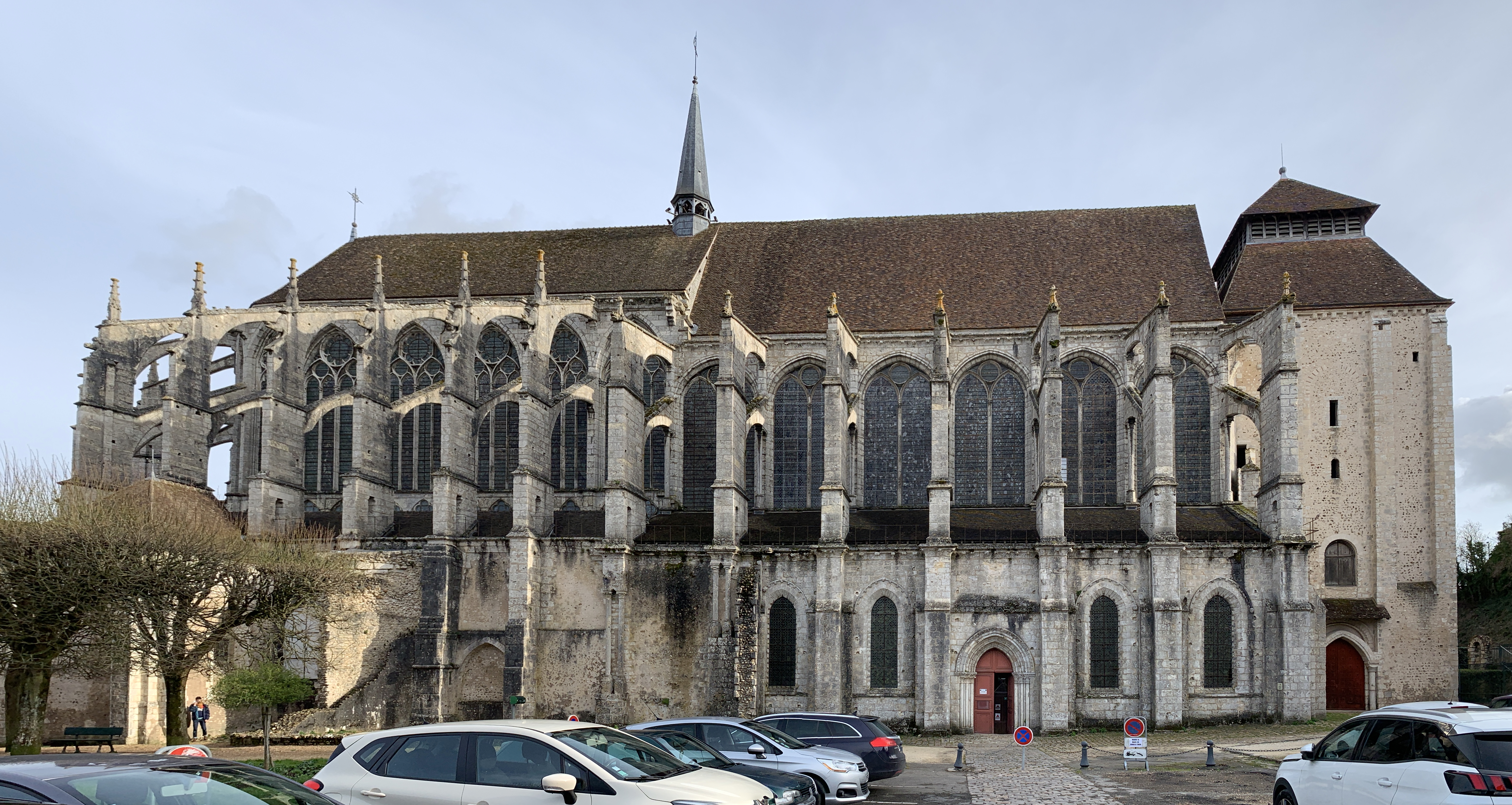
Iglesia de San Pedro, desde el norte.

La iglesia de San Pedro, también gótica y de dimensiones catedralicias, era la capilla de la abadía benedictina de Saint-Père-en-Valée, fundada en el siglo VII por la reina Batilda. Por su parte, el complejo románico de la colegiata de Saint-André data de la segunda mitad del siglo XII, y hoy desconsagrada, está dedicada a actividades culturales. También son dignas de señalar las iglesias de Saint-Aignan (siglos XIII, XVI y XVII) y Saint-Martin-au-Val (siglo XII), dentro del hospital de Saint-Brice.

## Economía
Chartres es la más importante ciudad de mercado de la región de Beauce, conocida como «el granero de Francia». También es un centro industrial, con harineras, destilerías, fundiciones, empresas de perfumería, maquinaria, material electrónico, fertilizantes y artículos de cuero. 
Desde 1976 la compañía de moda y perfumes Puig tiene un centro de producción en la localidad.

## Hermanamientos
Chartres está hermanada con:
- Rávena (Italia)
- Chichester (Reino Unido)
- Espira (Alemania)
- Évora (Portugal)
- León (España)
- Luján (Argentina)
- Cuzco (Perú)